# 尼基·勞
尼基·勞（英語：Nicky Law；1988年3月29日—）是一位英格蘭足球運動員。在場上的位置是中場。他現在效力於英乙球隊埃克塞特城。他曾代表英格蘭青年隊參加國際賽。他的弟弟祖舒·羅爾亦是一名足球員，而其父親老歷奇則任職領隊。

## 外部連結
- Rangers F.C. profile
- Nicky Law player profile at sufc.co.uk
- 足球数据库：歷奇·羅爾的球员统计数据